# Falcon Alkoholfri Arena
Falcon Alkoholfri Arena es un estadio de fútbol en Falkenberg, Suecia. Sirve como estadio del club Falkenbergs FF de Allsvenskan y tiene capacidad para 5.500 espectadores. Los derechos del nombre del estadio son propiedad de Carlsberg Group, y el estadio lleva el nombre de la cerveza sin alcohol de la marca Falcon Brewery, propiedad de Carlsberg.